# Shaferocharis
Shaferocharis là một chi thực vật có hoa trong họ Thiến thảo (Rubiaceae).

## Loài
Chi Shaferocharis gồm các loài: